# Campionato mondiale di street hockey femminile 2013
Il 4º Campionato mondiale di street hockey femminile, si tenne nel periodo fra il 4 e il 9 giugno 2013 in Canada, nella città di St. John's.
Il torneo è stato vinto dalla Canada, la quale ha conquistato il suo terzo titolo sconfiggendo in finale la Slovacchia per 2-0. La Rep. Ceca, sconfiggendo la Stati Uniti per 5-0 ottenne la medaglia di bronzo.

## Gironi preliminari

### Girone A
| Pos. |             | PG | V | N | P | GF | GS | DR  | Pt | Accede a         |
| 1.   | Slovacchia  | 3  | 3 | 0 | 0 | 18 | 0  | +18 | 6  | Quarti di finale |
| 2.   | Stati Uniti | 3  | 2 | 0 | 1 | 5  | 10 | -5  | 4  | Quarti di finale |
| 3.   | Italia      | 3  | 1 | 0 | 2 | 4  | 8  | -4  | 2  | Quarti di finale |
| 4.   | Svizzera    | 3  | 0 | 0 | 3 | 2  | 11 | -9  | 0  | Quarti di finale |

### Girone B
| Pos. |             | PG | V | N | P | GF | GS | DR  | Pt | Accede a         |
| 1.   | Canada      | 3  | 3 | 0 | 0 | 31 | 0  | +31 | 6  | Quarti di finale |
| 2.   | Rep. Ceca   | 3  | 2 | 0 | 1 | 13 | 6  | +7  | 4  | Quarti di finale |
| 3.   | Grecia      | 3  | 1 | 0 | 2 | 3  | 16 | -13 | 2  | Quarti di finale |
| 4.   | Regno Unito | 3  | 0 | 0 | 3 | 1  | 26 | -25 | 0  | Quarti di finale |

## Fase ad eliminazione diretta

### Quarti di finale
| 7 giugno 2013 | Rep. Ceca | 11 – 0 (3-0; 3-0; 5-0) | Italia |  |

| 7 giugno 2013 | Slovacchia | 16 – 0 (3-0; 6-0; 7-0) | Regno Unito |  |

| 7 giugno 2013 | Stati Uniti | 3 – 0 (3-0; 0-0; 0-0) | Grecia |  |

| 7 giugno 2013 | Canada | 15 – 1 (3-0; 6-0; 6-1) | Svizzera |  |

### Semifinali
| 8 giugno 2013 | Slovacchia | 1 – 0 (0-0; 0-0; 0-0; 1-0) | Rep. Ceca |  |

| 8 giugno 2013 | Canada | 8 – 0 (3-0; 2-0; 3-0) | Stati Uniti |  |

### Finale 3º/4º posto
| 9 giugno 2013 | Rep. Ceca | 5 – 0 (2-0; 3-0; 0-0) | Stati Uniti |  |

### Finale
| 9 giugno 2013 | Canada | 2 – 0 (1-0; 1-0; 0-0) | Slovacchia |  |

## Graduatoria finale
| Pos | Squadra     |
| --- | ----------- |
|     | Canada      |
|     | Slovacchia  |
|     | Rep. Ceca   |
| 4   | Stati Uniti |
| 5   | Svizzera    |
| 6   | Italia      |
| 7   | Regno Unito |
| 8   | Grecia      |